# Shahji Bhonsle
Shahji of Shahaji Bhonsle (1594 – Channagiri, 23 januari 1663) was een Maratha-huurling en -deshmukh, die vooral bekend is als vader van de Maratha-vorst Shivaji. Shahji veroverde in de restanten van het sultanaat Ahmednagar een gebied dat hij voor enkele jaren regeerde in naam van een marionettensultan. Later vocht hij als legeraanvoerder voor het sultanaat Bijapur.

## Levensloop
Shahji's vader Maloji was een lokale leider die rechten over een deel van de belasting had in een gebied (jagir) vlak bij Pune. Als jongeman diende Shahji naast zijn vader in het leger van Malik Ambar, de vizier van het sultanaat Ahmednagar. Hoewel het sultanaat in 1600 door de Mogols was onderworpen bleef Malik Ambar verzet bieden. Door guerrilla-stijl van oorlogsvoering had Malik Ambar lang succes tegen de Mogols. Maloji sneuvelde in 1621 bij Indapur. Shahji liep in 1624 over naar de Mogols, maar wisselde opnieuw van partij voor de slag bij Bhatvadi, een belangrijke overwinning voor Malik Ambar.
Shahji diende kort het sultanaat Bijapur, maar keerde na de dood van sultan Ibrahim Adil Shah II in 1627 terug naar Ahmednagar. In het jaar 1630, toen keizer Shah Jahan met een groot leger de Dekan binnenviel, liep hij opnieuw over naar de Mogols. Het jaar erop diende hij weer Bijapur, dat Ahmednagar in de strijd te hulp schoot. De Mogols veroverden echter de vestingstad Daulatabad waar de sultan van Ahmednagar zich had verschanst. De sultan werd als gevangene afgevoerd. Enkele van de invloedrijkste militaire leiders in het sultanaat, waaronder Shahji, bleven ook daarna verzet bieden.
Shahji wist in de periode 1634-1636 een gebied tussen de steden Ahmednagar, Nasik en Pune te veroveren. Hij kopieerde Malik Ambars methode en stelde een jong lid van de koninklijke familie aan als marionet. Dankzij steun van Bijapur kon hij op deze manier verzet bieden. In 1636 sloten de Mogols echter een verdrag met Bijapur dat een einde maakte aan de situatie. Later dat jaar was Shahji gedwongen zich over te geven. In ruil voor opgave van de troonpretendent werd Shahji toegestaan naar Bijapur te vluchten, waar hij zich opnieuw in dienst van dit sultanaat stelde.
Bijapur was in deze periode bezig met de verovering van gebieden in het zuiden, in het voormalige Vijayanagara. De nayaks (lokale leiders) waren niet tegen de troepen van het sultanaat opgewassen. In 1639 was Shahji betrokken bij de inname van Bangalore. Hier kreeg hij nieuwe gebieden toegewezen. Hij stuurde zijn vrouw en zoon Shivaji naar Pune om de gebieden die hij daar had te beheren. Als belangrijke Maratha-adelman in Bijapur was Shahji voortdurend in conflict met het hof. In 1648 leidde dit zelfs tot zijn arrestatie en gevangenname, maar nog geen jaar later werd hem gratie verleend.
Shahji was daarna actief in de omgeving van Kanakgiri. Een van zijn jongere zoons, Sambhaji, kwam in 1654 om bij een opstand van de nayak van dit gebied. Een andere zoon, Ekoji, bleef in Bangalore achter. Rond deze tijd kwam Shivaji in opstand tegen Bijapur, maar dit werd Shahji niet kwalijk genomen. In de laatste jaren van zijn leven probeerde Shahji te bemiddelen tussen zijn zoon en Bijapur. Hij kwam in 1664 om bij een jachtongeval.